# Ernst Götzinger
Ernst Götzinger (Sciaffusa, 23 settembre 1837 – San Gallo, 10 agosto 1896) è stato un filologo e insegnante svizzero.

## Biografia
Figlio del filologo Maximilian Wilhelm Götzinger (1799–1856), studiò filologia germanica presso l'Università di Basilea, come allievo di Wilhelm Wackernagel, poi approfondì la sua formazione presso le università di Bonn e Gottinga, dove fu influenzato da Wilhelm Müller e Leo Meyer. Nel 1860 conseguì il dottorato a Gottinga con una tesi sul poeta anglosassone Cædmon, intitolato Ueber die Dichtungen des Angelsachsen Caedmon und deren Verfasser. Dal 1860 fino alla sua morte tenne corsi di lingua e di letteratura tedesca presso la scuola cantonale di San Gallo. Fu membro della Historischer Verein des Kantons St.Gallen.

## Opere principali
- Zwei St. Gallische Minnesaenger: 1. Ulrich von Singenberg, der Truchsess. 2. Konrad von Landegg, der Schenk, 1866.
- Johannes Kesslers Sabbata: Chronik der Jahre 1523-1539 (2 volumi, 1866–68).
- Warhafftige Nuwe Zittung des jungst vergangnen Tutschen Kriegs, 1871.
- Joachim von Watt als Geschichtschreiber, 1873.
- Hebels Alemannische Gedichte (editore, 1873).
- Deutsche historische Schriften: Auf Veranstaltung des Historischen Vereins des Kantons St. Gallen (editore; 3 volumi, 1875–79).
- Reallexicon der deutschen Altertümer, 1881 – Reallexicon of German antiquities.
- Fridolin Sichers Chronik (editore, 1885).
- Joachim Vadian Reformator und Geschichtschreiber von St. Gallen, 1893.[3][4][5]

Fu autore di numerose biografie nel Allgemeine Deutsche Biographie.